# Lelić
Lelić (en serbe cyrillique : Лелић) est un village de Serbie situé sur le territoire de la Ville de Valjevo, district de Kolubara. Au recensement de 2011, il comptait 490 habitants.

## Galerie

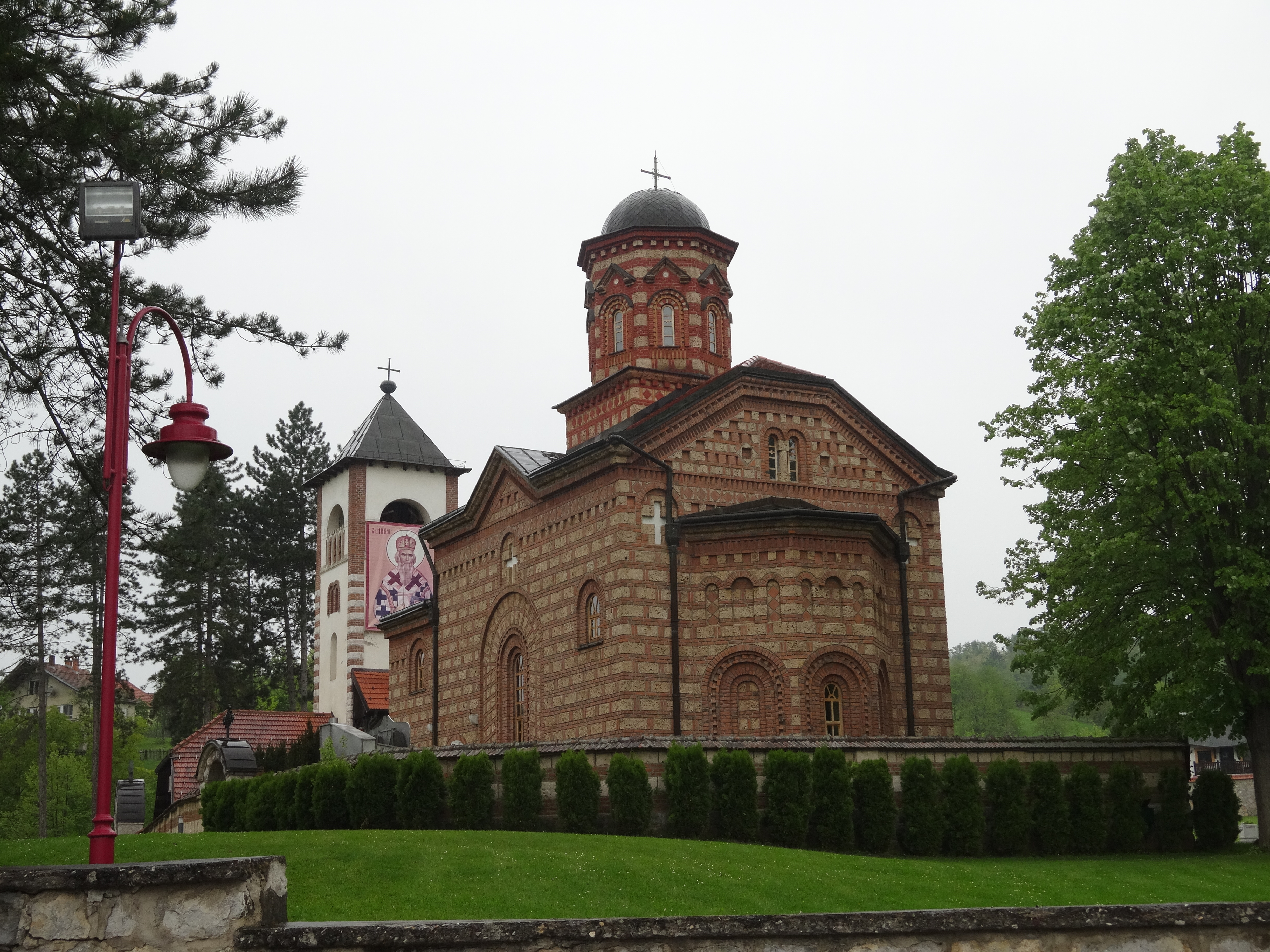
L'église du monastère de Lelić
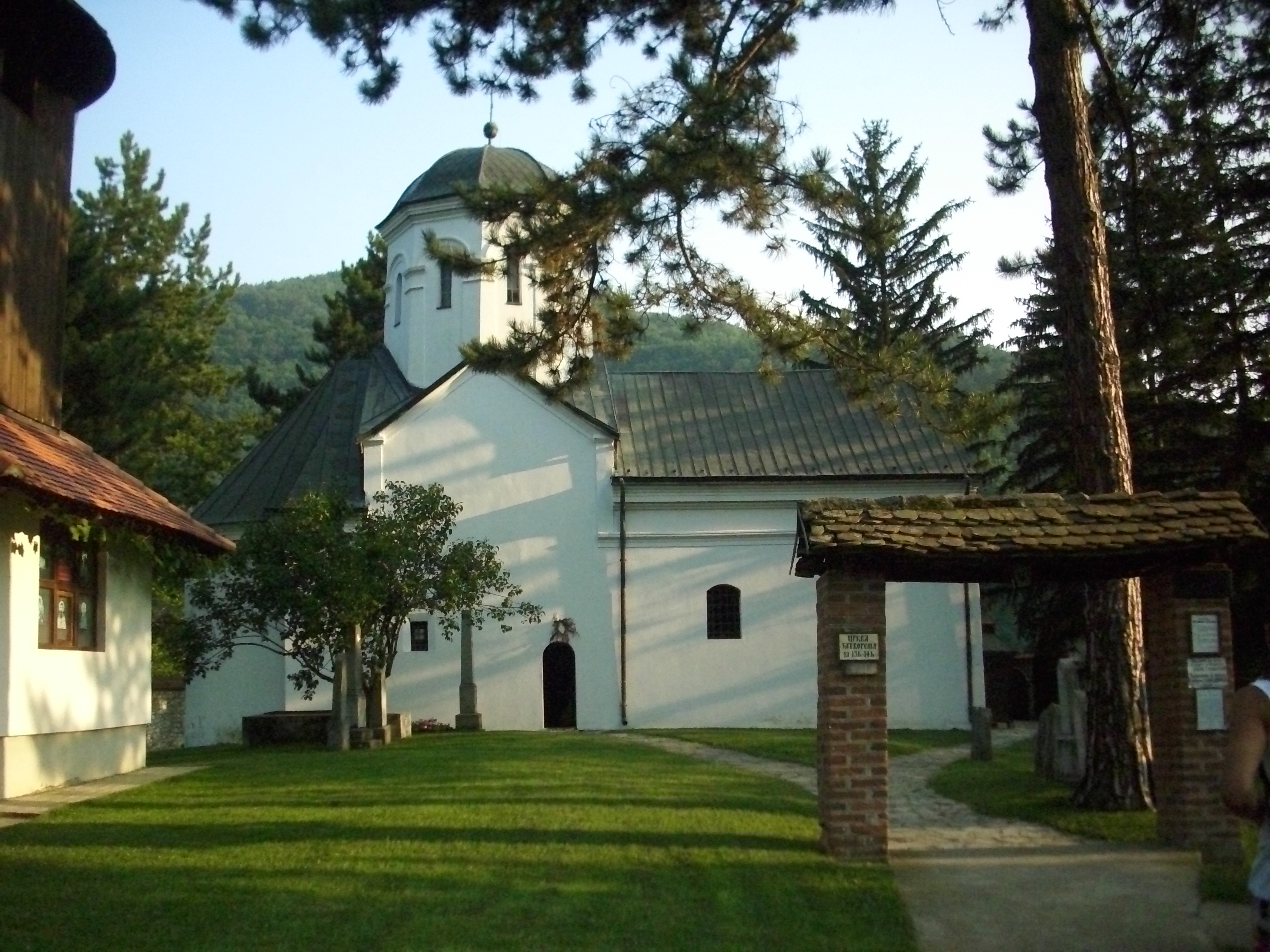
L'église du monastère de Ćelije
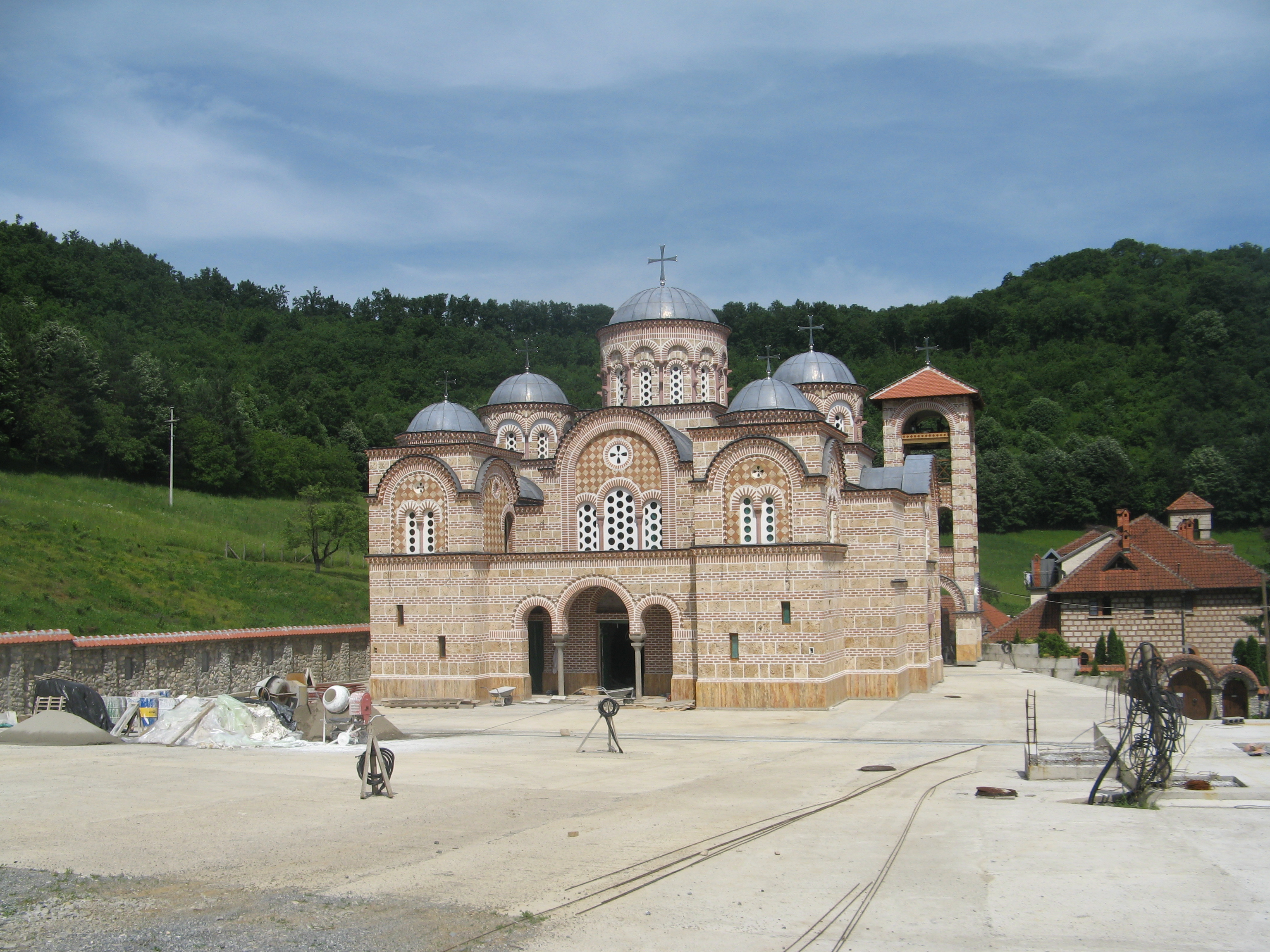
La nouvelle église du monastère de Ćelije
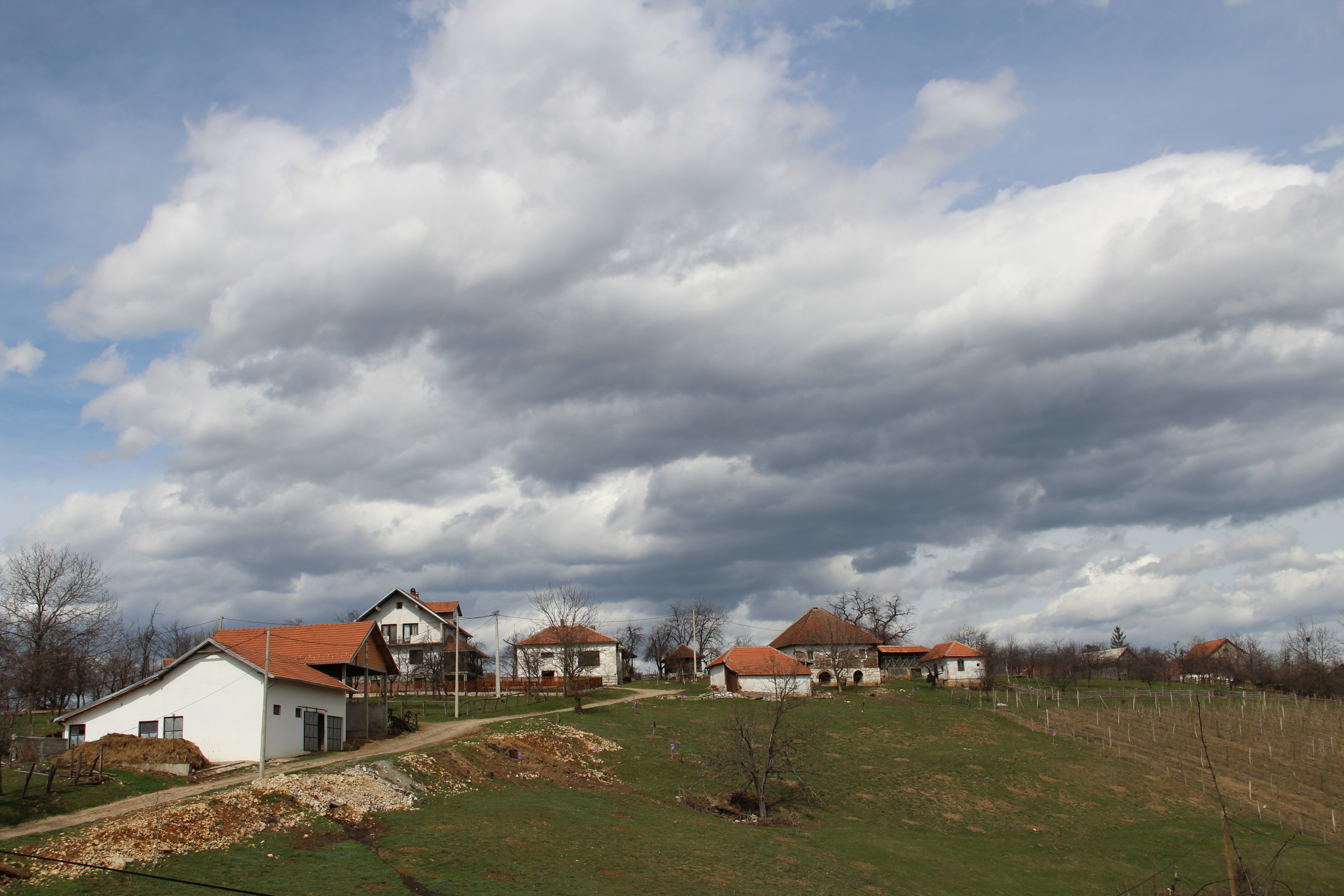
Lelic - Panorama
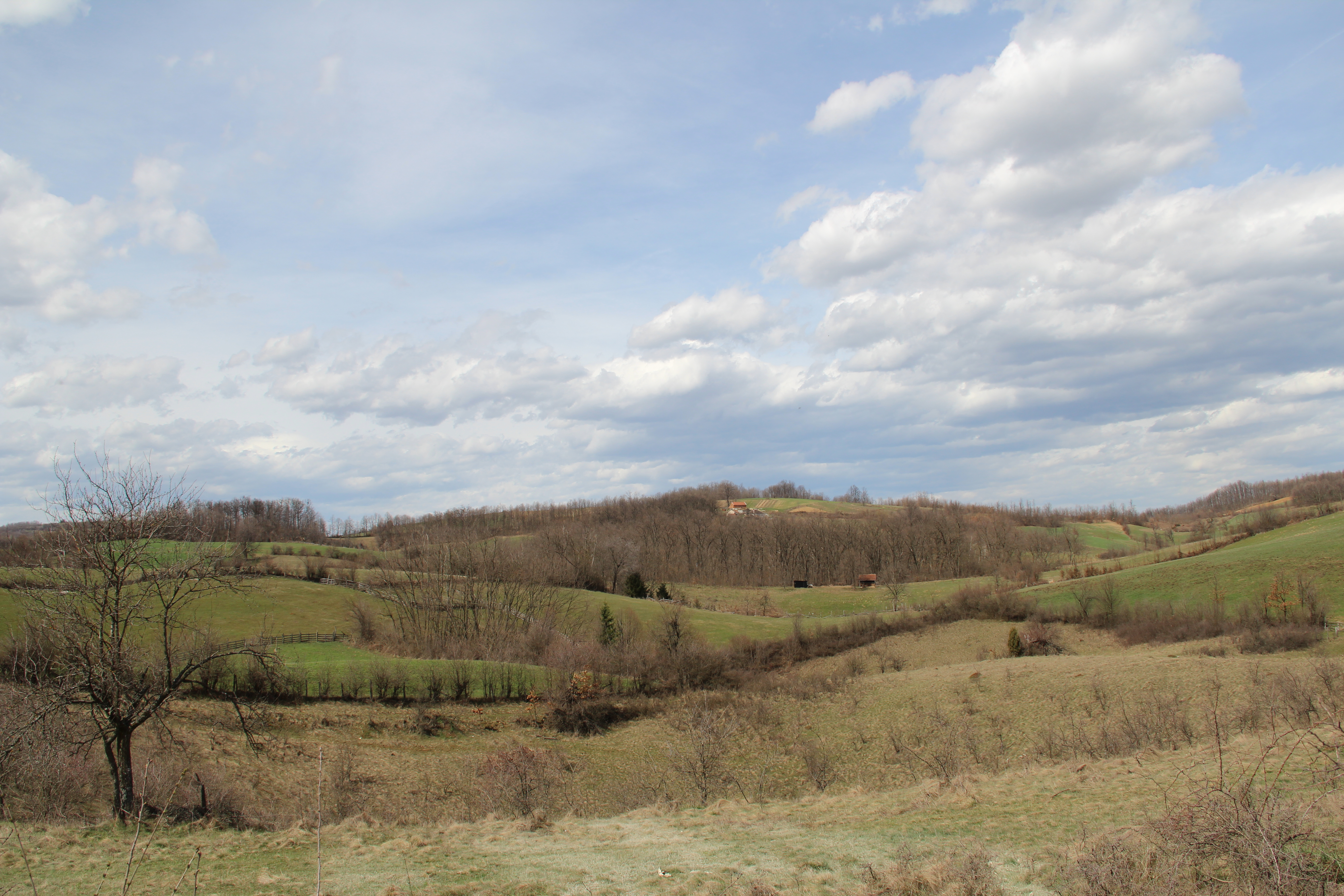
Lelic - Panorama
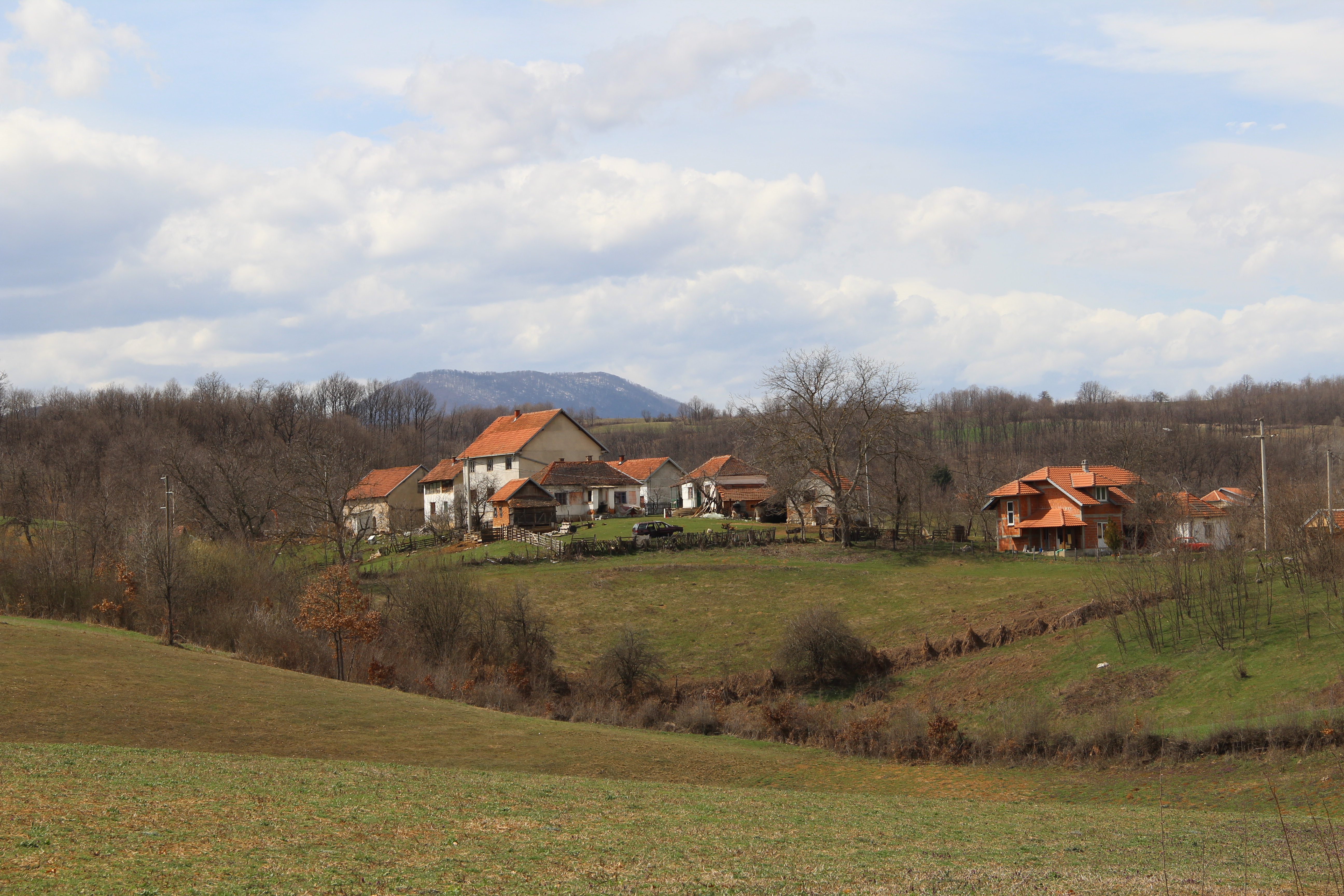
Lelic - Panorama
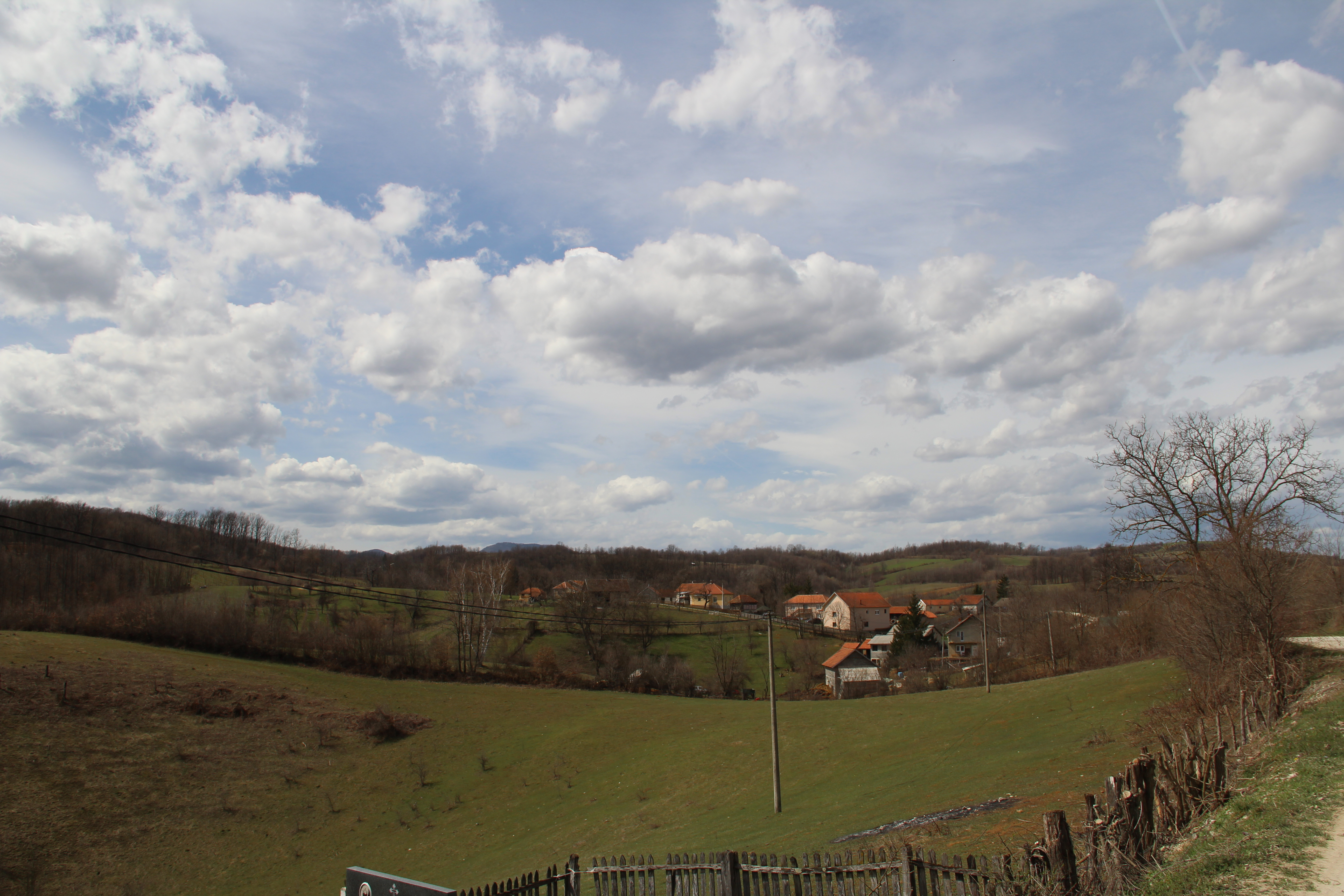
Lelic - Panorama
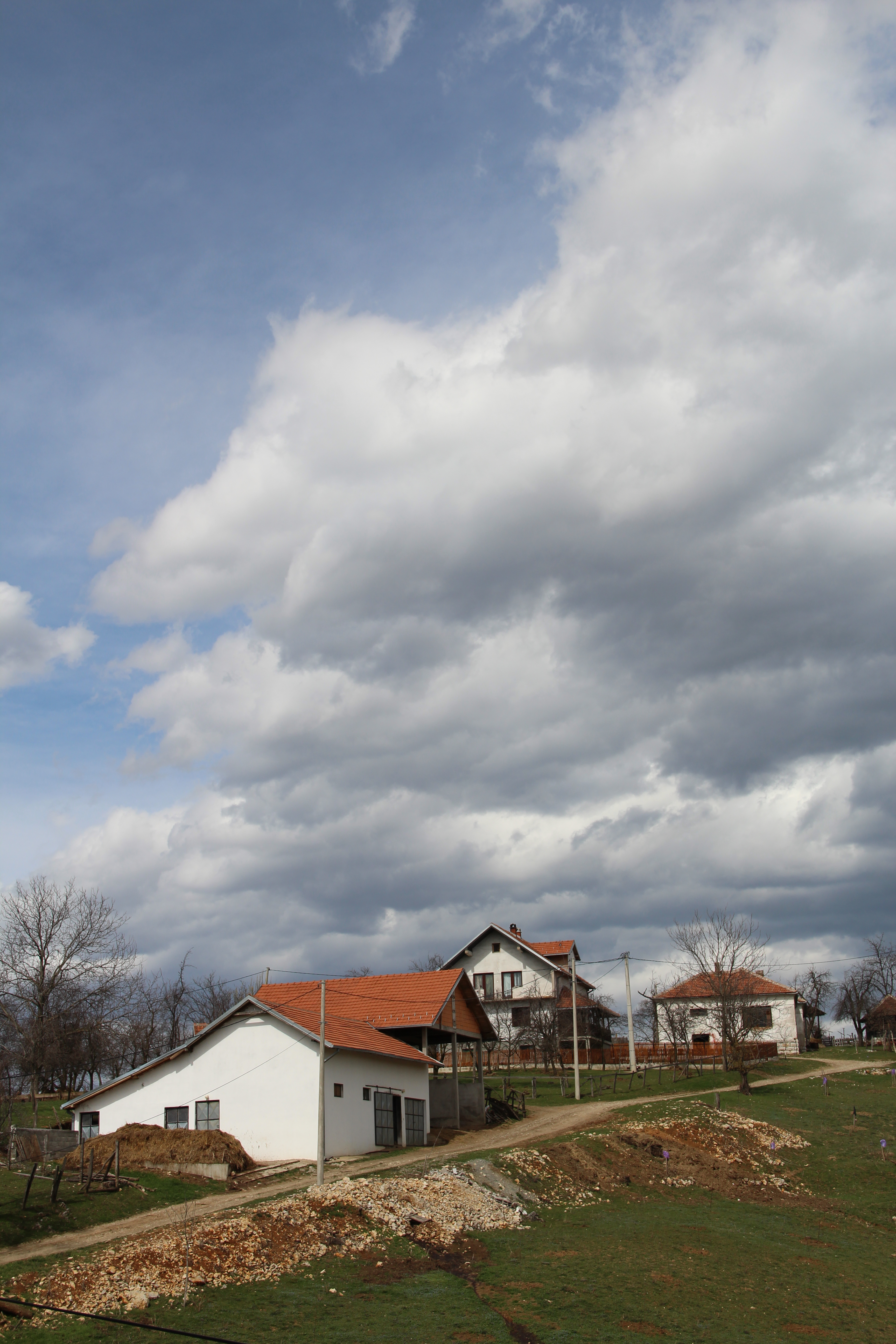
Lelic - Panorama
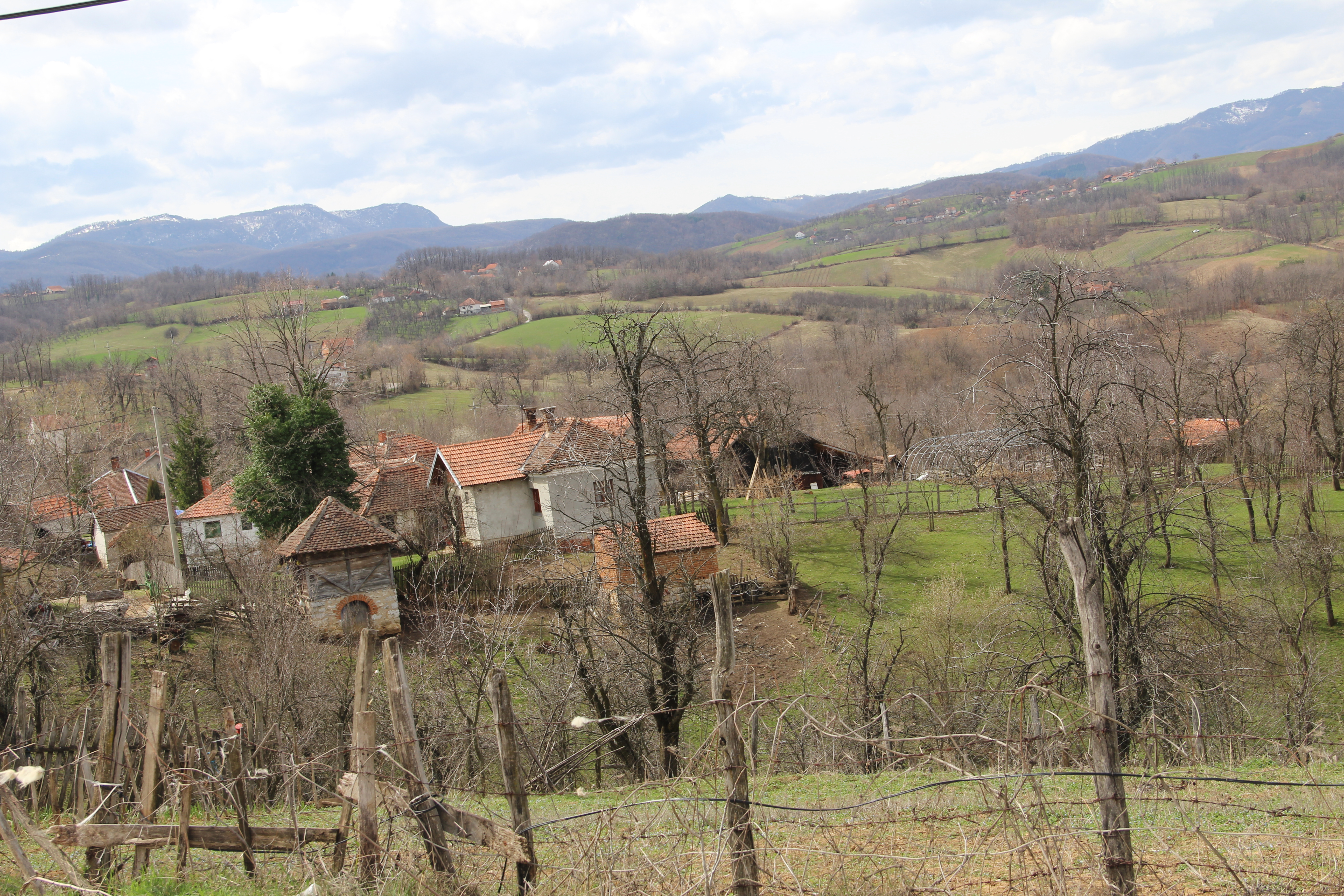
Lelic - Panorama

## Démographie

### Évolution historique de la population
| 1948  | 1953  | 1961  | 1971 | 1981 | 1991 | 2002 | 2011 |
| ----- | ----- | ----- | ---- | ---- | ---- | ---- | ---- |
| 1 190 | 1 159 | 1 046 | 916  | 781  | 677  | 568  | 490  |

|  |

## Personnalité liée à la localité
- Saint Nicolas d'Ochrid (Nicolas Vélimirovitch), évêque orthodoxe serbe, grand théologien et orateur, auteur d'une abondante littérature religieuse et théologique, né le 4 janvier 1881 à Lelic et mort le 18 mars 1956 au monastère Saint-Thikon (en) de South Canaan (en), en Pennsylvanie (États-Unis), est depuis 1991 inhumé dans son village natal près d'une église (édifiée à l'initiative de son père en 1929), transformée en monastère en 1997. Il a été canonisé par l'assemblée des évêques de l'Église orthodoxe serbe le 19 mai 2003 ; son corps est considéré comme une relique et fait l'objet d'un pèlerinage.